# Antropologia teatrale
L'antropologia teatrale è la disciplina che studia i rapporti dell'uomo in situazioni di drammatizzazione organizzata. Più nello specifico studia i rapporti dell'attore con i gesti da lui agiti sulla scena. Eugenio Barba la definisce come "lo studio del comportamento scenico pre-espressivo che sta alla base dei differenti generi, stili, ruoli e delle tradizioni personali o collettive".
L'antropologia teatrale mette così in secondo piano il testo drammaturgico e gli elementi caratteristici del genere teatrale come la musica, la dizione, la scenografia ecc. per focalizzare lo studio dell'evento teatrale avente come centro l'uomo ed il corpo. Questa concezione ha fatto diffondere l'utilizzo della locuzione teatro del corpo, che indica per l'appunto il campo di applicazione dei teorici del teatro contemporanei sull'uomo e, dunque, sull'attore come elemento cardine dello spettacolo.

## L'origine degli studi
L'utilizzo del termine antropologia teatrale e degli studi connessi tra teatro e antropologia è recente. Solo nel 1966 il regista teatrale Richard Schechner utilizzò il termine in un saggio chiamato Approaches to Theory/Criticism contenuto nella rivista statunitense Tulane Drama Review. Nell'articolo Schechner correlava la performance teatrale alle forme performative prima d'allora mai pensate come appartenenti alla stessa sfera artistica, come i giochi, i riti e lo sport.
Andando alla base del significato del teatro, ossia il movimento del corpo in uno spazio alla presenza di almeno uno spettatore, Schechner collegava il rito sociale (matrimonio, funerale, messa religiosa eccetera) e lo sport al dramma in senso allargato. Questo tipo di collegamento rese possibile pensare ad una base antropologica comune alle varie situazioni. Poiché il teatro è, però, la riproposizione di un evento che non si vive al momento, l'antropologia teatrale si focalizza sul livello pre-espressivo dell'attore in quanto uomo, ossia al momento che precede la messa in scena e l'attuazione del rito teatrale. Come cita, infatti, lo studioso Marco De Marinis traducendo la collega Patrice Pavis:
(Marco De Marinis, Capire il teatro.)
Schechner collaborò a lungo con l'antropologo britannico Victor Turner. Il concetto di "dramma sociale", elaborato da quest'ultimo, venne applicato dai due studiosi in un accostamento del rito al gioco al teatro, giungendo ad uno studio delle azioni e dei gesti umani visti come "pratica corporea necessaria ad una ridefinizione critica del reale"; tale approccio venne denominato da Turner "antropologia della performance". Parlando di performance quindi Schechner intendeva uno spettacolo non di finzione o rappresentazione come un dramma borghese, ma in senso più ampio come qualcosa che fosse inserito nella realtà sociale umana.

## Precedenti storici
L'antropologia teatrale e la sua attenzione alla consapevolezza rituale dell'attore nei gesti era già presente nei lavori di alcuni teorici - registi ed attori - del periodo a cavallo tra XIX e XX secolo, nel corso del quale si definiscono con maggiore precisione schemi di lavoro dell'attore su di sé per la corretta esecuzione della rappresentazione. L'esempio maggiore è dato dal russo Kostantin Sergeevič Stanislavskij, il quale elaborò il celebre metodo Stanislavskij, un preciso training tramite il quale l'attore avrebbe acquisito la capacità di esternare il proprio mondo interiore attraverso una serie di esercizi fisici e psicologici.
Precedentemente, già il francese Antonin Artaud aveva esposto, nel manifesto Teatro della crudeltà, i principi per un teatro diverso da quello finora agito, ispirato dalla fisicità ritualizzata del teatro di Bali, concetti che ripeterà nel libro Il teatro e il suo doppio del 1938.
Anche Jacques Copeau, nell'ideare e realizzare la celebre École du Vieux Colombier di Parigi, rivoluzionò l'idea di pedagogia teatrale rifiutando gli antichi schemi di insegnamento dell'arte drammatica per una maggiore compresenza dello sport, della musica, del mimo e della ginnastica alla base della preparazione dell'attore, il tutto da un punto di vista sacrale dell'uomo che recita.

## La moderna concezione

### Eugenio Barba
Sarà con gli studi del salentino Eugenio Barba che l'antropologia teatrale prenderà un preciso percorso di indagine. A Barba, che nel 1979 ha fondato l'International School of Theatre Anthropology, si deve infatti la teorizzazione di un sostrato comune culturale che lega i livelli pre-espressivi degli attori nelle varie culture. A tal proposito egli specifica che non esistono differenze tra attore e danzatore come tra teatro e danza: esse rappresentano colui che si muove nello spazio in una situazione di rappresentazione organizzata, i primi, e di discipline che usano i medesimi stili espressivi, le seconde.
Barba individua tre precisi livelli di organizzazione del lavoro dell'attore:
1. La personalità dello stesso - sensibilità, intelligenza artistica ed individualità sociale personale - che lo rende unico e diverso rispetto agli altri;
2. La tradizione scenica ed il contesto storico culturale al quale egli è soggetto e nella quale si manifesta;
3. L'utilizzo del corpo-mente secondo tecniche extra-quotidiane (training) che si riscontrano nelle varie culture.[10]

Nello studio transculturale individua precisi punti comuni a tutti i teatri:
- Il principio del massimo sforzo per il minimo risultato;

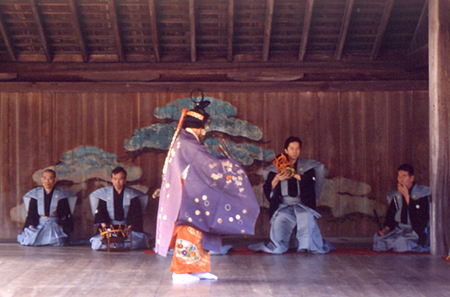
Un attore Nō esegue una camminata secondo il principio dell'alterazione dell'equilibrio

- Il principio dell'equilibrio nel disequilibrio;
- Il principio dell'opposizione (tensione di forze contrapposte);

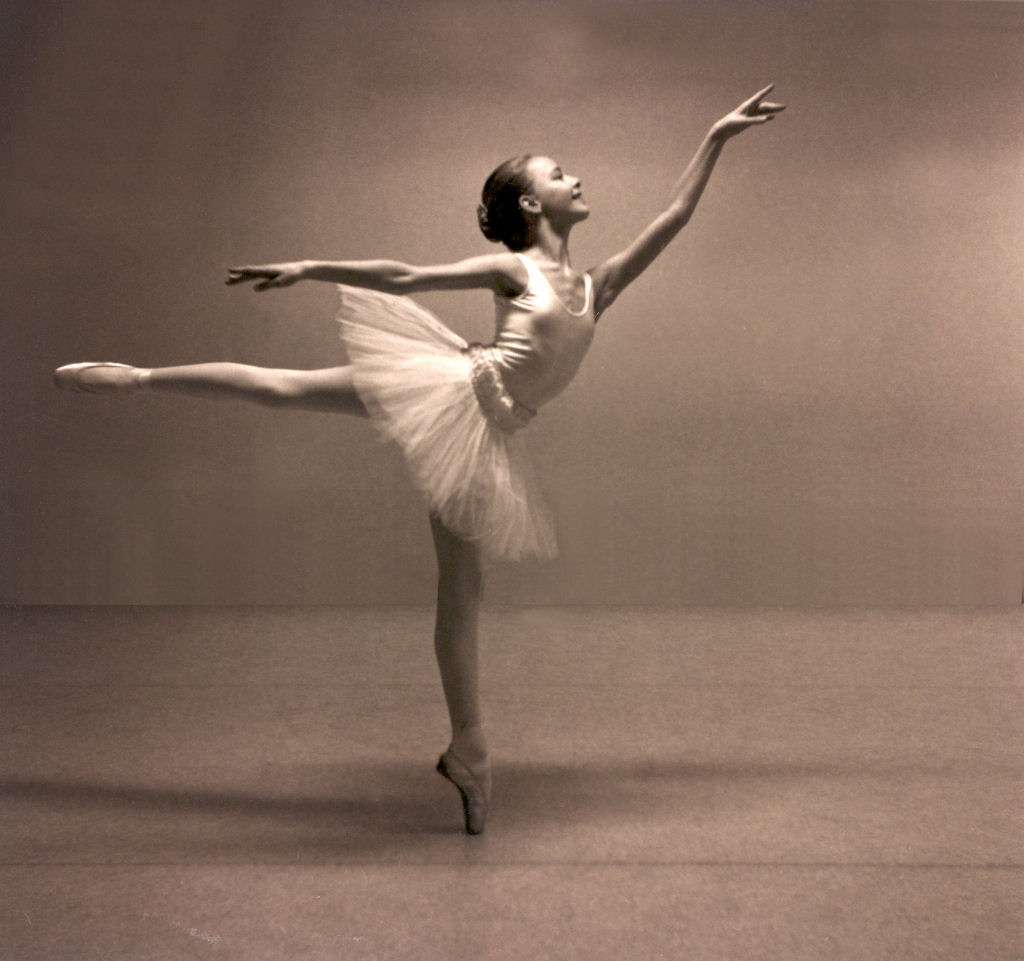
Il massimo sforzo per il minimo risultato unito all'equilibrio nel disequilibrio e al principio delle forze contrapposte

che generano, quindi, un preciso studio sull'equilibrio, sulle opposizioni che reggono la dinamica dei movimenti, sull'applicazione di una coerenza incoerente al perché che muove l'attore e sull'infrazione di automatismi gestuali e di pensieri quotidiani tramite equivalenze extra-quotidiane.
Il massimo sforzo per il minimo risultato è uno dei principi transculturali individuati da Barba.  Egli sostiene, infatti, che mentre nelle attività quotidiane l'uomo tende a minimizzare la fatica per la massima resa, nelle attività extra-quotidiane - come la drammatizzazione di un evento, indi una performance teatrale - lo sforzo si moltiplica anche nei minimi movimenti. A testimonianza di ciò cita l'espressione in lingua giapponese otsukarasama (letteralmente: "Grazie per esserti stancato per me), con la quale gli spettatori sono soliti ringraziare gli attori. Anche nel balletto classico la ballerina compie uno sforzo immane per rimanere ferma sulle punte in condizione di completa immobilità, come l'attore di prosa utilizza molta energia solo per la presenza scenica, senza compiere alcuna azione. Barba differenzia poi le attività quotidiane, tese alla comunicazione, da quelle virtuose specifiche dell'acrobata, tendenti alla meraviglia, a quelle extra-quotidiane dell'attore-danzatore, che sono indirizzate invece all'informazione.
L'equilibrio nel disequilibrio si basa sulla concezione dell'alterazione dell'equilibrio da parte dell'attore. Se nel quotidiano le anche seguono la camminata, nel teatro giapponese esse sono fisse e la camminata è distinta per il mancato sollevamento del tallone da terra. Gli attori del teatro No definiscono il loro teatro come "l'arte del camminare", mentre il Kabuki la "danza del camminare". Allo stesso modo alcuni esercizi della biomeccanica di Vsevolod Ėmil'evič Mejerchol'd imponevano una camminata estremamente rigida, con una modesta, se non quasi assente, mobilità della spina dorsale e del tronco. Una attenzione uguale è posta dall'attore di prosa o dal danzatore, occidentale o indiano, nella loro postura nel camminare. Barba suggerisce che all'interno delle forme codificate della rappresentazione ci sia una ricerca dell'alterazione dell'equilibrio come rifiuto ed antitesi della pratica quotidiana della ricerca di equilibrio.
Il principio dell'opposizione contraddistingue la naturale tendenza dell'attore a servirsi di forze contrapposte per generare un'azione. Se nel balletto classico è il dolore il segnale che identifica quasi sempre - ma non necessariamente - la corretta esecuzione di una posizione, nel mimo lo è il disagio. Il celebre mimo Étienne Decroux sosteneva che:
(Étienne Decroux, Paroles sur le mime)
In tal senso egli sottolineava come l'esecuzione di tecniche extra-quotidiane fosse lontano dalla naturalezza e dall'agiatezza, costringendo l'esecutore della drammatizzazione ad una "trazione antagonistica con le tecniche dell'uso quotidiano". Anche nell'Opera di Pechino ed in altre forme di teatro orientale viene applicato tale principio, che richiede quindi sforzo: basti pensare che la maestria di un attore cinese viene definita kung-fu, ossia l'arte di tener duro, di eseguire abilmente.

### Jerzy Grotowski
Il lavoro di Barba è stato fortemente influenzato dalla collaborazione e comunione artistica con il teorico e regista Jerzy Grotowski, che fu suo maestro. Grotowski, restio al fissare su carta la sua idea di teatro e le tecniche utilizzate per raggiungere tale obiettivo, pubblicò nel 1968 il libro Per un teatro povero (Towards a poor theatre), contenente una fitta serie di esercizi preparatori all'interpretazione dell'attore. Spogliatolo da qualsiasi orpello scenografico e costumistico, Grotowski cercò il punto di contatto diretto tra lui e lo spettatore. L'importante per Grotowski era cosa avrebbe potuto fare l'attore con il suo corpo e la sua voce senza aiuti e unicamente con l'esperienza viscerale con il pubblico. In questo senso sovvertì le tradizioni dei costumi esotici e degli allestimenti scenici sbalorditivi che avevano guidato la maggior parte del teatro europeo a partire dal XIX secolo.
A questo concetto di teatro povero Grotowski (che era ateo) aggiunse il concetto di "sacerdozio" o "sacralità dell'attore". Quando l'attore entrava nella santità dello spazio scenico in quel momento accadeva qualcosa di speciale, qualcosa di molto simile alla messa nella Chiesa cattolica. Era in questo spazio, nella sacra relazione tra l'attore e il pubblico che il pubblico veniva sfidato a pensare e ad essere trasformato dal teatro.

### Altri protagonisti
Oltre a Barba, che definì l'antropologia teatrale organizzandone il pensiero e facendone una disciplina codificata, e a Grotowski, il cui insegnamento rappresentò un punto di rottura dalla tradizione teatrale verso il teatro contemporaneo, ci sono da ricordare la compagnia teatrale statunitense Living Theatre, volta alla interazione creativa e collettiva col pubblico e Peter Brook, celebre regista britannico, autore del saggio Lo spazio vuoto nel quale analizza il mondo dello spettacolo contemporaneo esortando alla ricerca e proponendo una nuova idea di teatro Sacro, Ruvido ed Immediato.